# Stephan von Bar
Stephan von Bar (auch Stephan von Metz) († 29. Dezember 1163) war von 1120 bis 1163 Bischof von Metz.

## Leben
Stephan stammte aus dem Haus Scarponnois und war der Sohn des Dietrich von Mousson und Ermentrude von Burgund, einer Tochter des Grafen Wilhelm I. von Burgund. Er wurde bereits früh für den Dienst in der Kirche bestimmt und von seinem Onkel mütterlicherseits, Guido von Burgund, Erzbischof von Vienne und späterer Papst Calixt II. erzogen.
Stephan wurde 1107 zum primicerius von Toul gewählt. Nachdem Guy von Burgund 1119 zum Papst gewählt worden war, machte er Stephan im Jahre 1120 zum Bischof von Metz. Hierbei versicherte er sich der Zustimmung des Trierer Erzbischofs Bruno der als geschickter Diplomat und einflussreicher Berater Kaiser Heinrichs IV. galt. Der Investiturstreit verhinderte vorübergehend die Inbesitznahme seiner Diözese, für welche Stephan erst nach dem Abschluss des Wormser Konkordates im Jahre 1122 die kaiserliche Bestätigung von Heinrich V. erhielt. Er musste mit Hilfe seines Bruders einige weltliche Güter seiner Diözese zurückerstreiten um seine Autorität zu festigen und gründete mehrere Kirchen und Klöster, darunter die Abtei Notre-Dame d’Autrey.
Stephan von Bar nahm mit seinem Bruder Rainald I. dem Einäugigen, Graf von Bar, Mousson und Altkirch, 1147 am Zweiten Kreuzzug teil. Während dieser Zeit verwaltete Albero von Montreuil, Erzbischof von Trier und zuvor Archidiakon von Metz, Toul und Verdun, das Bistum Metz.
Stephan wurde in der Kathedrale von Metz „iuxta chori“ begraben.